# Bracon aestivalis
Bracon aestivalis är en stekelart som beskrevs av Szepligeti 1901. Bracon aestivalis ingår i släktet Bracon och familjen bracksteklar. Inga underarter finns listade.